# The Worldly Madonna

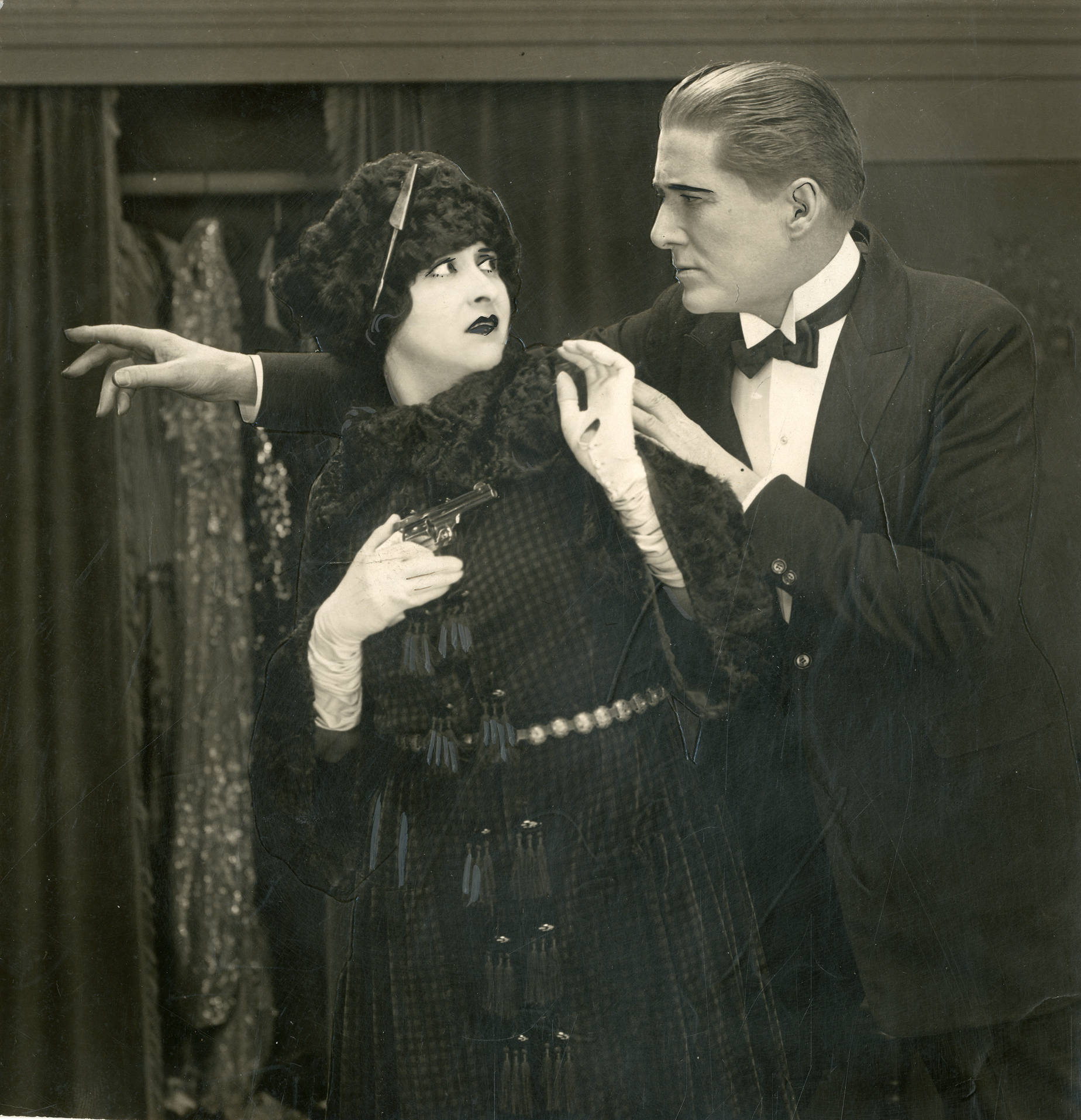
Clara Kimball Young et Richard Tucker.

The Worldly Madonna est un film américain réalisé par Harry Garson, sorti en 1922. L'actrice Clara Kimball Young y joue le rôle de deux sœurs jumelles, l'une religieuse et l'autre danseuse de cabaret.

## Synopsis
Janet Trevor, novice au couvent, accepte d'échanger sa place avec sa jumelle, la danseuse de cabaret Lucy Trevor, qui la croit responsable de la tentative de meurtre de l'homme politique John McBride. Grâce à sa douceur, Janet connaît un certain succès et tombe amoureuse de McBride lorsqu'il se remet de sa blessure. Le restaurateur Alan Graves tente d'impliquer McBride et Janet dans le meurtre de Toni Lorenz et force Lucy à avouer sa dépendance aux stupéfiants. On apprend alors que Graves a soudoyé Lorenz pour qu'il quitte le pays.

## Fiche technique
- Réalisation :  Harry Garson
- Scénario : Sada Cowan
- Photographie : Arthur Edeson
- Production : Harry Garson Productions
- Genre : Mélodrame[1]
- Distributeur : Equity Pictures
- Durée : 62 minutes
- Date de sortie : 1er mai 1922

## Distribution
- Clara Kimball Young : Lucy Trevor, danseuse / Janet Trevor, novice
- William P. Carleton : John McBride
- Richard Tucker : Alan Graves
- George Hackathorne : Ramez
- Jean de Limur : Toni Lorenz
- William Marion : Dr. Krell
- Milla Davenport : Jail Matron